# Midnight Club 3: DUB Edition
Midnight Club 3: DUB Edition é um jogo eletrônico de corrida desenvolvido pela Rockstar San Diego e publicado pela Rockstar Games. Foi lançado em abril de 2005 para PlayStation 2 e Xbox. Um porte para PlayStation Portable, desenvolvido pela Rockstar Leeds, foi lançado em junho de 2005. No ano seguinte, um relançamento atualizado do jogo, intitulado Midnight Club 3: DUB Edition Remix, foi lançado para PlayStation 2 e Xbox. É o terceiro título da série Midnight Club e a sequência de Midnight Club II (2003).
Assim como os jogos anteriores da série, Midnight Club 3: DUB Edition se concentra em corridas de rua em cidades reais. O modo carreira exige que o jogador participe de corridas ilegais para se tornar o melhor corredor de rua, enquanto que o modo arcade oferece a liberdade de participar de corridas em opções de um ou múltiplos jogadores com a capacidade de personalizar as condições da competição. As cidades do jogo são San Diego, Atlanta e Detroit, por meio das quais o jogador possui a liberdade de se locomover pelo seu mundo aberto. Pela primeira vez na série, carros e motos apresentados foram licenciados, com o jogador também possuindo a capacidade de personalizar os seus veículos.
O desenvolvimento de Midnight Club 3: DUB Edition começou em 2003, logo após o lançamento de Midnight Club II. Ao criar o novo título, a Rockstar Games firmou um acordo de parceria com a revista automotiva DUB Magazine, graças à qual os desenvolvedores incluíram muitos conteúdos licenciados ao jogo. Após o seu lançamento, Midnight Club 3: DUB Edition foi bem recebido pela crítica, que elogiou a qualidade de seus gráficos, trilha sonora e variedade de modos, mas criticou o seu nível de complexidade e taxa de quadros instável. Foi bem-sucedido comercialmente, vendendo mais de cinco milhões de unidades. Uma sequência, Midnight Club: Los Angeles, foi lançada em outubro de 2008.

## Jogabilidade

Um jogador durante uma corrida na cidade de San Diego usando um Chevrolet Impala (imagem da versão do jogo para PlayStation Portable). Midnight Club 3: DUB Edition apresenta veículos licenciados e opções de personalização pela primeira vez na série.

Midnight Club 3: DUB Edition é um jogo eletrônico de corrida tridimensional que possui uma jogabilidade no estilo arcade. O jogo se concentra em corridas de rua, que acontecem em três cidades dos Estados Unidos —  San Diego, Atlanta e Detroit. Em cada uma das cidades, o jogador pode explorar livremente através do mundo aberto do jogo, possuindo mudanças nos horários do dia e nas condições climáticas. Carros circulam nas estradas de todas as cidades e pedestres caminham pelas calçadas, que fogem para o lado quando o jogador tenta atropelá-los. Além disso, em cada uma das cidades o jogador pode encontrar logotipos da Rockstar Games, que são coletáveis que abrem o acesso a algumas novas peças para veículos. Todas as conquistas do jogador — vitórias em corridas, carros comprados, o número de logotipos coletados e assim por diante — são salvas nas estatísticas.
O modo principal do jogo é o "Carreira", no qual o jogador, assim como nos jogos anteriores da série, precisa participar de corridas nas ruas da cidade, tentando obter o status de melhor corredor de rua. Conforme o jogador avança, novas cidades, veículos, peças e habilidades especiais são desbloqueados. Neste modo, existem bombas de fumaça na cidade, cujo aparecimento depende do tipo de competição — corridas de rua, corridas de clubes e torneios. Se um jogador piscar seus faróis perto de uma dessas bombas de fumaça, a competição terá início. Nas corridas de rua, o jogador é livre para participar sem restrições em um número ilimitado de vezes — cada corrida completada desaparece e, em vez disso, uma nova aparece em alguma parte da cidade. As corridas de clube exigem um veículo que atenda a certas condições, e o número de tais corridas é limitado. O número de torneios também é limitado e consiste em várias corridas alternadas, com o jogador só podendo reiniciar o torneio inteiro; após cada corrida, dependendo do lugar ocupado, os participantes recebem um determinado número de pontos, com o vencedor do torneio sendo aquele que obteve mais pontos do que os demais participantes. Além dos ícones de corrida, o jogador também pode conhecer os próprios corredores de rua: se o jogador for até um deles e piscar os faróis, ele irá até o local onde a corrida começa, e o jogador precisa segui-lo sem se afastar para uma longa distância; é necessário vencer uma série de várias corridas e, em caso de vitória, o jogador recebe o veículo do adversário, que foi desafiado para a competição. Após vencer qualquer corrida, o jogador é creditado com dinheiro, que é posteriormente gasto na compra e melhoramento dos veículos. Há uma garagem em cada cidade, na qual possuem diferentes proprietários que fornecem ao protagonista informações sobre corridas. As garagens são utilizadas para seleção, personalização, compra e venda de veículos, que podem ser adquiridos em até trinta unidades. Cada cidade também possui postos de controle, nos quais o jogador pode se deslocar para outra cidade.
As competições de corrida no jogo são divididas em vários tipos, cada um com suas próprias características; por exemplo, em "Unordered", os participantes precisam ser os primeiros a passar por todos os checkpoints, independente de sua ordem, e em "Ordered", os participantes precisam passar por todos os pontos de verificação, um por um, do início ao fim. Durante algumas corridas, se o jogador quebrar as regras de trânsito, os carros do jogador e de seus rivais podem ser perseguidos pela polícia, que tentará deter os infratores e bloquear a estrada com obstáculos de seus carros. Saltos podem ser executados para superar obstáculos na estrada. Após cada corrida, o jogador pode ver o seu replay. No modo "Arcade", o jogador pode viajar livremente pelas cidades e voltar a participar das corridas concluídas, porém, nenhum dinheiro é creditado por participar delas. Além disso, o jogador pode ajustar de forma independente as condições das corridas, por exemplo, alterar a intensidade do tráfego e o número de adversários. Além disso, existem tipos de corrida não disponíveis no modo Carreira, como "Capture the Flag", "Paint" e "Frenzy". Em alguns delas, nas estradas da cidade onde acontece a competição, existem cápsulas contendo recursos adicionais, como um pulso eletromagnético ou um escudo. O jogo possui um editor de corridas que permite criar competições com diferentes rotas e condições. Um modo multijogador apresenta modos de tela dividida para dois jogadores e LAN para até oito jogadores. O modo on-line rastreia os resultados e estatísticas dos jogadores que podem criar seus próprios clubes de corrida virtuais. Além de outros tipos de corridas e movimento livre em uma das três cidades, o modo multijogador conta com uma modalidade exclusiva de pega-pega de corrida, onde os participantes precisam somar mais pontos, estando próximos do jogador que passou por último no checkpoint. As corridas criadas no editor também podem ser usadas no modo multijogador. Os servidores on-line do jogo foram desativados em 31 de maio de 2014 devido ao encerramento do serviço GameSpy; em decorrência, a partir desse momento, o modo on-line do jogo ficou oficialmente indisponível.
Ao contrário de seus predecessores, carros e motocicletas no jogo são representados por modelos licenciados de conhecidas fabricantes mundiais. Os veículos são convencionalmente divididos em quatro classes: "D", "C", "B" e "A". Quanto mais alta a classe, melhores são as características técnicas, como velocidade máxima e tempos de troca de marcha. Cada veículo também pertence a um dos oito tipos: tunados, sedãs, muscle cars, supercarros, SUVs, choppers, motos esportivas e especiais. Dependendo do tipo de carro e moto, existem certas habilidades especiais; por exemplo, a capacidade de desacelerar o tempo para avaliar a situação na estrada ou bater em outros carros sem reduzir a velocidade. O tipo de veículos especiais não é dividido em classes, e inclui viaturas de polícia, que só podem ser utilizadas no modo "Arcade". Todos os carros e motos do jogo, como no título anterior da série, possuem habilidades como, por exemplo, início rápido e distribuição de peso, mas, ao contrário de Midnight Club II, estas estão disponíveis desde o início do jogo. Sobre as colisões, os veículos recebem danos, cuja gravidade é mostrada no indicador de danos — se este indicador estiver cheio, o veículo irá parar e após alguns segundos irá restaurar seu estado integral. Em uma colisão em um posto de gasolina, o veículo quebra imediatamente. Se o jogador cair em um corpo de água suficientemente profundo, a corrida é considerada perdida, e a viagem livre pela cidade é interrompida, com o jogador podendo reiniciá-la ou voltar para a garagem. Se o carro capotar, depois de alguns segundos suas rodas serão restauradas, mas sem reparar os danos. Nas motocicletas é mais fácil manobrar e dirigir no denso tráfego da cidade, mas são menos resistentes a colisões; com um forte impacto, o personagem pode voar da motocicleta e voltar a se encontrar nela após alguns segundos.

## Desenvolvimento
O desenvolvimento de Midnight Club 3: DUB Edition começou após o lançamento de Midnight Club II. Assim como seu antecessor, a Rockstar San Diego ficou responsável pelo desenvolvimento do jogo para os consoles PlayStation 2 e Xbox. Os desenvolvedores firmaram uma parceria com a revista automotiva DUB Magazine, que consultou a equipe da Rockstar Games sobre o estilo do jogo. Midnight Club 3: DUB Edition mantém as características principais de seus antecessores, mas também possui novos recursos: pela primeira vez na série, carros licenciados e motocicletas de fabricantes mundiais conhecidas como Mercedes-Benz, Cadillac, Ducati, Mitsubishi, Chevrolet e outras são apresentadas. Além disso, pela primeira vez na série, o jogo também implementou a possibilidade de personalização de veículos, que inclui a substituição de peças de motor e chassis, peças de carroceria, pintura e vinil; as peças foram licenciadas por fabricantes como Borla, TIS, BFGoodrich e outras. Ao mesmo tempo, foi prometida a implementação de danos completos aos veículos, como nos títulos anteriores da série.
Os planos de desenvolver um terceiro título para a série Midnight Club tornaram-se conhecidos pela primeira vez em 29 de outubro de 2003 através da Take-Two Interactive. Midnight Club 3: DUB Edition foi anunciado oficialmente em 6 de maio de 2004, antes da Electronic Entertainment Expo (E3) daquele ano. Os desenvolvedores posteriormente postaram imagens, vídeos e listas de conteúdo do título na internet. Segundo os criadores, eles queriam "refletir em Midnight Club 3: DUB Edition todos os aspectos da cultura automotiva e motociclística americana", melhorar a inteligência artificial dos rivais do jogador, semelhantemente na variabilidade de ultrapassar corridas com jogadores reais, e também implementar amplas possibilidades de personalizar os veículos até os detalhes individuais, a fim de atrair um grande público. Os desenvolvedores implementaram também um sistema on-line para até oito pessoas simultâneos em um mundo aberto, e novos modos e oportunidades para a criação de clubes de corrida virtuais. Midnight Club 3: DUB Edition foi construído em uma versão modificada do motor de jogo Angel Game Engine (AGE) usado nos títulos anteriores da série, com melhorias nos aspectos gráficos e no manuseio dos veículos.
Midnight Club 3: DUB Edition para PlayStation Portable, desenvolvido em parceria com a Rockstar Leeds, foi anunciado em 10 de janeiro de 2005; os desenvolvedores queriam usar todo o potencial do console portátil a fim de fornecer uma melhor jogabilidade e qualidade de corrida. A versão para PlayStation Portable tem um modo de corrida rápida adicional, no entanto, devido a limitações técnicas do dispositivo, esta versão não possui pedestres, nenhum editor de corrida e gráficos simplificados. Além disso, o número de jogadores no modo multijogador via Wi-Fi foi reduzido de oito para seis. De acordo com Haytham Haddad, CEO e cofundador da DUB Magazine, graças aos esforços colaborativos dos desenvolvedores e da equipe editorial da revista, Midnight Club 3: DUB Edition "parece ótimo no PSP e contém muito conteúdo e recursos da versão original para Xbox e PlayStation 2".

## Lançamento
A versão original de Midnight Club 3: DUB Edition para Xbox e PlayStation 2 foi lançada em 12 de abril de 2005 na América do Norte e em 15 de abril na Europa. Ao pré-comprarem a versão de PlayStation 2, os jogadores recebiam gratuitamente uma camiseta temática exclusiva com uma estampa no estilo do jogo. Devido aos diferentes componentes técnicos dos consoles, as versões para os mesmos apresentam pequenas diferenças na qualidade dos gráficos, som e funcionalidade; por exemplo, Midnight Club 3: DUB Edition para Xbox, ao contrário da versão para PlayStation 2, tem suporte para headsets em uma partida multijogador, proporção de tela panorâmica e varredura progressiva. A versão de Midnight Club 3: DUB Edition para PlayStation Portable foi lançada em 27 de junho de 2005 na América do Norte, com o lançamento na Europa sendo adiada para 1º de setembro, pois os desenvolvedores queriam resolver os problemas de áudio e taxa de quadros durante este período de tempo; a versão para PlayStation Portable foi relançada em outubro de 2009 na PlayStation Network.
Em 2006, as versões para Xbox e PlayStation 2 foram relançadas sob o nome Midnight Club 3: DUB Edition Remix. Este relançamento adiciona a cidade de Tóquio, que contém corridas de rua separadas com características próprias, que servem para continuar a história do jogo. Além disso, novas pistas no modo on-line, veículos, peças de afinação e músicas foram adicionadas em Remix.

## Trilha sonora
Midnight Club 3: DUB Edition apresenta uma trilha sonora licenciada dos gêneros rock, hip hop, dancehall, drum and bass e techno que inclui canções de artistas e bandas como Ash, Pitbull, Sean Paul, Noisia, M.I.A., entre outros. De acordo com representantes da Rockstar Games, "a colaboração com a DUB Magazine teve um impacto significativo na música do jogo, que delicia os jogadores com a quantidade de faixas e a variedade de seus estilos". Nas configurações, o jogador pode selecionar o gênero musical de sua preferência, cujas faixas serão reproduzidas durante as corridas e na condução pela cidade. Composições separadas foram usadas para diferentes telas — cutscenes, menus, telas de carregamento, salvamento e na garagem — incluindo versões instrumentais das faixas tocadas durante as corridas. Enquanto dirige e na garagem, o jogador pode mudar de faixa selecionando a próxima canção ou a anterior. Além disso, a versão para PlayStation Portable do jogo possui cinco trilhas sonoras adicionais, enquanto que a versão para Xbox oferece suporte para músicas personalizadas.
Os clientes de Midnight Club 3: DUB Edition que encomendaram o jogo na loja EB Games receberam um álbum de trilha sonora licenciado pela Atlantic Records, intitulado Joint Chiefs and Midnight Club 3 DUB Edition Custom Mix For Your Whip. Composto por treze faixas de hip hop, o álbum possui algumas das canções que são usadas no jogo.
| Joint Chiefs and Midnight Club 3 DUB Edition Custom Mix For Your Whip |                      |                               |         |  |
| N.º                                                                   | Título               | Artista(s)                    | Duração |  |
| 1.                                                                    | "Gangsta"            | Fabolous                      |         |  |
| 2.                                                                    | "Bump J"             | Bump J                        |         |  |
| 3.                                                                    | "Victim"             | Fat Joe                       |         |  |
| 4.                                                                    | "You Get It By"      | Trey Songz                    |         |  |
| 5.                                                                    | "Tit 4 Tat"          | Fabolous                      |         |  |
| 6.                                                                    | "Put It On Top"      | Trina                         |         |  |
| 7.                                                                    | "Suga (Gimme Some)"  | Trick Daddy                   |         |  |
| 8.                                                                    | "You Dont Know Me"   | T.I.                          |         |  |
| 9.                                                                    | "Like A 24"          | Twista                        |         |  |
| 10.                                                                   | "Wassup Beatrice"    | Apathy                        |         |  |
| 11.                                                                   | "ASAP"               | T.I.                          |         |  |
| 12.                                                                   | "Tilted"             | Lupe Fiasco                   |         |  |
| 13.                                                                   | "Turn Da Lights Off" | Tweet, part. de Missy Elliott |         |  |

## Recepção
Midnight Club 3: DUB Edition foi bem recebido pela crítica especializada. No agregador de resenhas Metacritic, o jogo tem uma pontuação média de 84/100 para as suas versões de PlayStation 2 e Xbox, e 74/100 para a sua versão de PlayStation Portable. Os revisores elogiaram a variedade de modos, design das cidades, recursos multijogador e trilha sonora, mas criticaram as frequentes quedas na taxa de quadros e nível desequilibrado de dificuldade. O jogo foi nomeado como um dos melhores jogos de corrida de 2005 por algumas publicações. Ele foi indicado na categoria de "Melhor Trilha Sonora de um Jogo Eletrônico" no MTV Video Music Awards de 2005. Em 2020, a IGN classificou-o em 21º lugar em sua lista referente aos melhores jogos de corrida de todos os tempos.
A jogabilidade recebeu uma resposta positiva. Os revisores opinaram que o jogo pode agradar os jogadores com corridas rápidas que não se tornam entediantes. Escrevendo para a Game Revolution, Shawn Sanders chamou o jogo de uma "diversão maldita" e foi favorável em relação à sua variedade de modos. Alex Navarro, da GameSpot,  elogiou o modo carreira, que oferece um grande número de corridas em três cidades reais: "Midnight Club 3 é um jogo profundo e divertido que certamente irá satisfazer os fãs do gênero". Uma revisora da GameZone, Angelina Sandoval, ficou impressionada com as novas possibilidades e a diversão no modo arcade. A jogabilidade "intensa, profunda e viciante" foi elogiada por Douglas Perry, da IGN, que também ficou satisfeito com as melhorias em relação ao título anterior — ruas mais largas e mais caos na tela durante as corridas. A crítica foi unânime com o tempo de duração de mais de 18 horas do jogo, o que, segundo os analistas, manterá os jogadores interessados nele por bastante tempo. O componente multijogador também recebeu bastantes elogios. A dificuldade do jogo recebeu avaliações mistas. Kristan Reed, da Eurogamer, ficou desapontado com a inteligência artificial dos adversários, que parecia ceder as posições mais altas para o jogador, em contraste com o que acontecia menos em Midnight Club II, e portanto recomendou aos jogadores o modo on-line em primeiro lugar. Uma opinião contrária foi deixada por Navarro, que observou que no início seria difícil para iniciantes conduzirem as corridas no mundo aberto, mas felizmente, "[o jogador] pode explorar as cidades para descobrir todos os atalhos". Brian Williams, da GameSpy, comentou positivamente sobre a dificuldade, observando que Midnight Club 3: DUB Edition oferece um grande desafio, mas é mais acessível do que o jogo anterior da série.
O conteúdo de Midnight Club 3: DUB Edition foi elogiado pelos revisores. Sanders opinou que o jogo possui uma lista "impressionante" de carros e motocicletas licenciados, bem como suas opções de personalização extensas e acessíveis, notando que a DUB fez um bom trabalho. Navarro também observou uma extensa seleção de veículos licenciados como uma vantagem, e chamou a capacidade de personalizá-los de "possivelmente a melhor característica do jogo". Tom Orry, da VideoGamer.com, deixou uma opinião positiva sobre a personalização dos veículos: "O MC3 não oferece exatamente a mesma profundidade de personalização de Need for Speed: Underground 2, mas a interface do usuário é muito mais fácil de usar e as peças oferecidas são mais do que suficientes para a maioria dos jogadores". Opinião semelhante foi deixada por Perry, que em sua revisão mencionou uma "excelente visualização do menu de modificação", o que indica a finalidade de cada uma das partes. Sandoval elogiou a DUB Magazine por fornecer a Midnight Club 3: DUB Edition carros e motocicletas estilosos, e a capacidade de atualizá-los com muitas peças úteis. Williams demonstrou opiniões semelhantes, elogiando a personalização dos veículos, e observou que a DUB fez um trabalho melhor ao implementar o estilo de personalização de importação do que Need for Speed: Underground e outros jogos semelhantes. Um colunista do site australiano PALGN, sob o pseudônimo de Karl W, observou uma grande e variada seleção de veículos e, falando em personalização detalhada, afirmou que "com a ajuda da DUB Magazine, a personalização atingiu um ponto alto". Além disso, os críticos gostaram dos vários recursos de acessibilidade dos veículos, incluindo os novos e os que foram pegos emprestados do jogo anterior da série.
A maioria dos elogios foi atribuído ao componente gráfico. Os revisores citaram modelos de carros detalhados, cidades elaboradas e belos efeitos em suas avaliações. Navarro elogiou os carros "altamente detalhados" e pela "impressionante" sensação de velocidade. Perry observou que com a quantidade de ação na tela, a qualidade visual é impressionante: "No departamento de efeitos visuais, a Rockstar San Diego parece ter levado o Xbox e o PlayStation 2 aos seus limites [técnicos]." Sanders também se referiu aos pontos positivos como "sensação estonteante de velocidade", resumindo que o jogo realmente parece brilhante. Williams descreveu os gráficos em Midnight Club 3: DUB Edition como excelentes, observando o alto nível de detalhes e o grande tamanho das cidades abertas. De acordo com Sandoval, "os carros ficam bem tanto na garagem quanto em movimento, e as ruas das três cidades são lindamente detalhadas e parecem ainda mais incríveis ao anoitecer". No entanto, os revisores notaram quedas frequentes na taxa de quadros do jogo, que foras atribuídas como suas principais desvantagens em comparação com outros jogos de corrida. Perry criticou as suas "quedas muito frequentes de FPS", notando que também revela outra desvantagem — uma baixa qualidade das texturas de carros civis, casas e pessoas. Navarro notou problemas semelhantes com a taxa de quadros: "em certas situações, por exemplo, quando há muitos acidentes ou os efeitos de uma forte chuva são ativados, a ação diminui significativamente". Além disso, a versão de PlayStation Portable do jogo recebeu mais críticas devido à sua baixa taxa de quadros e tempos de carregamento muito lentos. Reed sentiu que jogos com tempos de carregamento "horríveis" e taxas de quadros lentas eram completamente inadequados para sistemas portáteis, e Nix, um revisor da IGN que classificou a versão portátil do jogo, também concordou.
O acompanhamento musical e os efeitos sonoros do jogo receberam avaliações positivas dos críticos. Reed gostou da trilha sonora, que "não é feita para todos os gostos, mas merece elogios", chamando-a de "agradável". Opinião semelhante foi deixada por Navarro, que observou que embora algumas das canções sejam estranhas e inadequadas, a trilha sonora em geral é excelente; elogios especiais foram dados ao áudio de ruídos do motor e colisões, em particular ao uso do som surround. Sandoval descreveu a trilha sonora como "muito legal" e elogiou os sons do motor e do mundo ao redor, potencializando a experiência da vida urbana. Perry deixou uma opinião muito positiva sobre a música, afirmando que é "facilmente o melhor jogo de sintonizador de importação na área musical", e elogiou a qualidade do suporte ao som surround. Orry, comentou que a música apresentada realmente ajuda a sintonizar o jogo, e continuou dizendo: "A trilha sonora do jogo é provavelmente a mais apropriada que já ouvi". Apesar das críticas positivas, no entanto, os críticos muitas vezes atribuíram a dublagem aos personagens como uma deficiência, mas notaram que era melhor do que nos títulos anteriores da série. Navarro descreveu a dublagem como ainda um tanto "antinatural", mas "felizmente não há muito diálogo no jogo". Sandoval concordou com esta opinião, dizendo que a narração foi medíocre. Perry discordou dessas afirmações, geralmente falando bem sobre a dublagem no jogo.

### Vendas
Midnight Club 3: DUB Edition teve um desempenho comercial positivo. De acordo com o NPD Group, ele foi o jogo mais vendido nos Estados Unidos no mês de abril de 2005, com quase 400 mil unidades comercializadas. Foi o 11º título mais vendido de PlayStation 2 daquele ano, com 733 mil cópias distribuídas. Até dezembro de 2007, o jogo havia vendido 1,1 milhão de unidades para a sua versão de PlayStation 2, com 1 milhão dessas vendas sendo apenas nos Estados Unidos, e 100 mil no Reino Unido. O título também teve uma boa performance comercial para a sua versão de PlayStation Portable; ele vendeu 1,4 milhão de unidades, sendo 1,1 milhão nos Estados Unidos, e 300 mil no Reino Unido. No total, Midnight Club 3: DUB Edition vendeu mais de 5 milhões de unidades em todo o mundo.